# 智観女王
智観女王（ちかんじょうおう/にょおう、1412年〈応永19年〉 - ?）は室町時代の皇族。女王。伏見宮家第2代当主で治仁王の第1王女。北朝第三代崇光天皇の曾孫。妹に智久女王。後花園天皇（今日の皇室の男系祖）と貞常親王（伏見宮第4代当主・旧皇族の男系祖）は従弟にあたる。通称は鳴滝殿。
1418年（応永25年）12月26日、門跡寺院の仁和寺十地院（通称鳴滝殿）に入室し、翌26年2月12日、喝食となり名を智観とした。応永29年6月、浄金剛院にて得度し、応永31年5月、十地院主（直仁親王王女）の死によりその跡をついだ。以後鳴滝殿と称される。『看聞日記』嘉吉3年7月10日条を最後に、以後不明。